# Yenotáyevka
Yenotáyevka (ruso: Енота́евка) es un asentamiento rural y pueblo (seló) de Rusia, capital del raión homónimo en la óblast de Astracán.
En 2021, el territorio del asentamiento tenía una población de 8180 habitantes, de los cuales 8140 vivían en el pueblo y el resto en la pedanía de Gospitomnika.
Se ubica en la margen derecha del río Yenotáyevka, un brazo fluvial que se separa durante unos kilómetros de la margen derecha del río Volga. El pueblo se sitúa unos 100 km al noroeste de la capital regional Astracán, sobre la carretera E119 que lleva a Volgogrado.

## Historia
Se ubica en una colina de la cual recibe su topónimo de origen túrquico, mencionado por primera vez en 1702 en un documento del explorador neerlandés Cornelis de Bruijn. En 1742, la emperatriz Isabel fundó aquí la primera fortaleza del Imperio ruso en la región, que en sus dos primeras décadas solamente estuvo habitada por dragones y cosacos; en la segunda mitad del siglo se desarrolló el pueblo con calmucos bautizados y con tártaros. Desde 1785 pasó ser ciudad y capital de un uyezd en la gobernación de Astracán. A partir del siglo XIX, la localidad se hizo conocida como lugar de exilio de opositores al régimen, como Pável Yakúshkin, Iván Skvortsov-Stepánov, Anna Uliánova o Aleksandr Finn-Yenotáyevski. En 1925, la Unión Soviética retiró a Yenotáyevka el estatus urbano, aunque pasó a ser capital de su propio raión. En la segunda mitad del siglo XX, su población aumentó notablemente por su ubicación junto a la carretera de Volgogrado a Astracán.